# Porcullosoma muticum
Porcullosoma muticum är en mångfotingart som först beskrevs av Kraus 1955.  Porcullosoma muticum ingår i släktet Porcullosoma och familjen orangeridubbelfotingar. Inga underarter finns listade i Catalogue of Life.